# Новиков, Владимир Корнеевич
Влади́мир Корне́евич Но́виков (15 [27] июля 1898, с. Уваровичи, Могилёвская губерния — 16 сентября 1968, Киров) — советский профессор, доктор ветеринарных наук, директор и основатель Научно-исследовательский институт охотничьего хозяйства и звероводства в городе Кирове.

## Биография
Родился 15 (27) июля 1898 в местечке Уваровичи (ныне — Гомельской области Белоруссии) в семье крестьянина. В 6 лет семья Новиковых переехала в Сибирь под Иркутск, где Владимир в 1910 году окончил 4 класса церковно-приходской школы. В 1912 г. переехал с семьей в Нижнеудинск, на станции Маньчжурия и Оловянная. После сельской школы работал мальчиком-газетчиком, мыл посуду учеником у аптекаря, зарабатывал на побегушках в лавке у купца, получал пособие по безработице, уехал рабочим с военно-строительной дружиной на Кавказский фронт.
В Гражданскую войну с февраля 1918 года занимался извозным промыслом в Канске и был агентом красных в тылу Колчака — собирал и передавал сведения красным.
После окончания школы и службы в Красной армии в 1925 году вступил в партию и она направила его на учёбу в Ленинградский ветеринарный институт. Получив специальность ветеринарного врача, с 1934 г. работал в Бийском зверосовхозе Алтайского края.
В 1935 году был исключен из партии по ложному обвинению. От последующего ареста его спас бывший фронтовой товарищ А. Микоян, который осуществил перевод в Москву в ЦНИЛ звероводства. Впоследствии работал в должности главного ветврача Главпушнины Наркомвнешторга ССР.
В начале Великой Отечественной войны ушел добровольцем в народное ополчение, но по здоровью вскоре был отбракован и вернулся на старую работу. На волне реорганизации оказался в Главзвероводе, а позже в Главупре племсовхозов СССР, с 1953 года — директор НИИ кролиководства и звероводства, и, наконец, в мае 1958 года возглавил ВНИИЖП. Ещё в 1948 году стал кандидатом, а в 1958 году — доктором ветеринарных наук.
С 1958 года проживал с семьей в городе Киров. Скончался от инфаркта 16 сентября 1968 года.
Профессор (1963), автор 30 научных трудов, двух изобретений, препарата пантогематоген. Участник гражданской и Великой Отечественной войн.

## ВНИИОЗ
Возглавлял НИИ кролиководства и звероводства, был заведующим лабораторией Всесоюзного научно-исследовательского института животного сырья и пушнины (ВНИИЖП Центросоюза, ныне ВНИИОЗ им. проф Б. М. Житкова Россельхозакадемии), а затем директором этого института (1958—1964).
Внес существенный вклад в становление и развитие в нашей стране новой отрасли животноводства — клеточного пушного звероводства.
В 1958 г., в соответствии с указанием Правительства СССР, институт был перебазирован из Москвы в Киров. Заняв в 1958 году должность директора института, осуществил переезд ВНИИЖП в г. Киров из Москвы, создал его на новом месте, организовал опытно-производственное зверохозяйство «Вятка» и научно-опытное охотничье хозяйство, успешно функционирующие по сей день.
Помимо активной научной деятельности, принимал непосредственное участие в улучшении личной жизни сотрудников. Добился введения надбавок для сотрудников с учеными степенями. Занимался организацией строительства жилья для сотрудников. В 1959 году ввел семичасовой рабочий день.

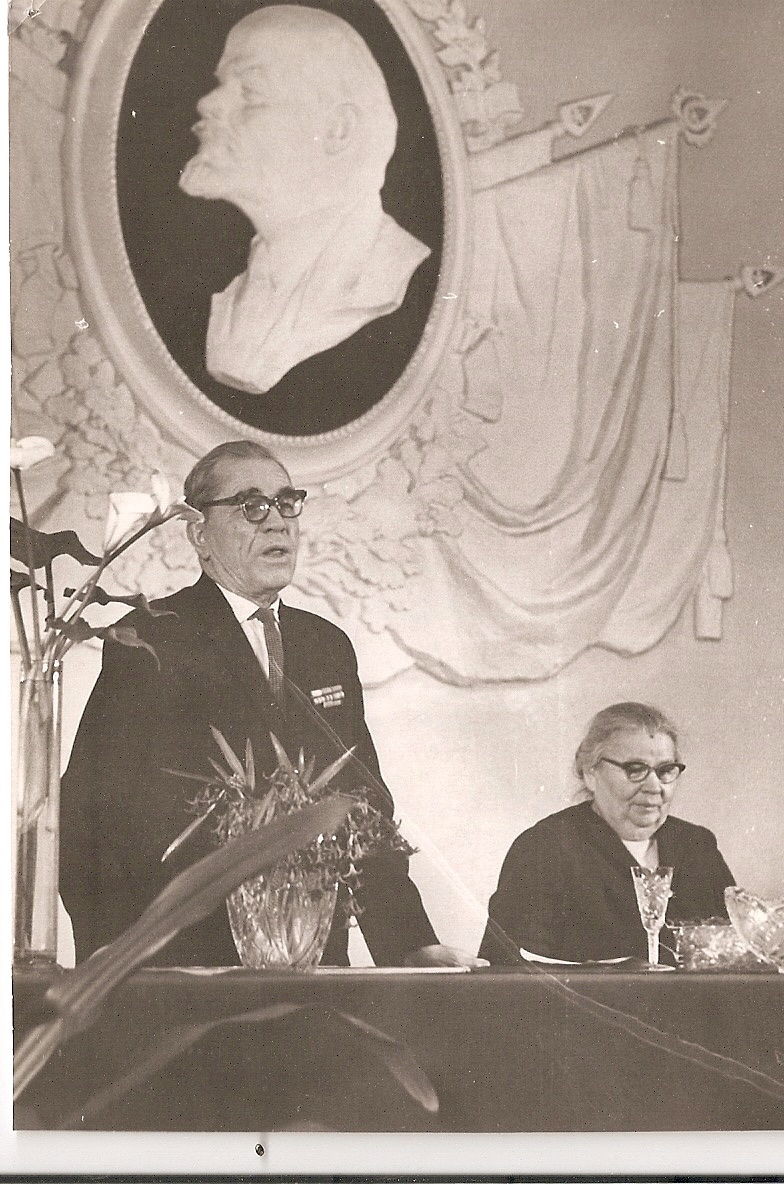
Новиков Владимир Корнеевич с супругой на вручении медали

В марте 1961 г. Новиков ввел для всех сотрудников обязательную производственную гимнастику. Делали её в коридоре третьего этажа под команды диктора по радио.

## Научная деятельность
Разработал и ввел в употребление стимулирующее средство пантегематоген на основе пантокрина.
За время работы в институте были усовершенствованы методы диагностики, профилактики и лечения болезней пушных зверей и диких животных, разработаны и внедрены в практику звероводства новые ассоциированные вакцины и способы их применения.

## Награды
- Орден «Знак Почёта» (1952);
- Пять медалей.